# Hemelgarn Racing
Hemelgarn Racing är ett amerikanskt racingteam som deltagit i Champ Car och IndyCar.

## Historia
Stallet grundades inför säsongen 1985 av Ron Hemelgarn, för att delta i CART med Jacques Villeneuve Sr. och Scott Brayton som förare. De kommande åren präåglades av finansiella problem, och man kunde sällan köra hela säsonger in början av 1990-talet. När Indy Racing League grundades inför 1996, beslöt sig Hemelgarn för att återvända till fulltidsracing, vilket betalade sig, genom att stallets förare Buddy Lazier vann Indianapolis 500 det året. Lazier var sedan en av seriens stjärnor under de första åren, och vann till slut stallets enda mästerskap år 2000. Laziers form höll i sig även 2001, med en andra plats i mästerskapet bakom Sam Hornish Jr. Stallet fick sedan mer och mer problem när de gamla teamen från CART dök upp i serien, och efter 2003 har inte stallet kört något mer än några Indianapolis 500-tävlingar.